# Quesos de Colombia

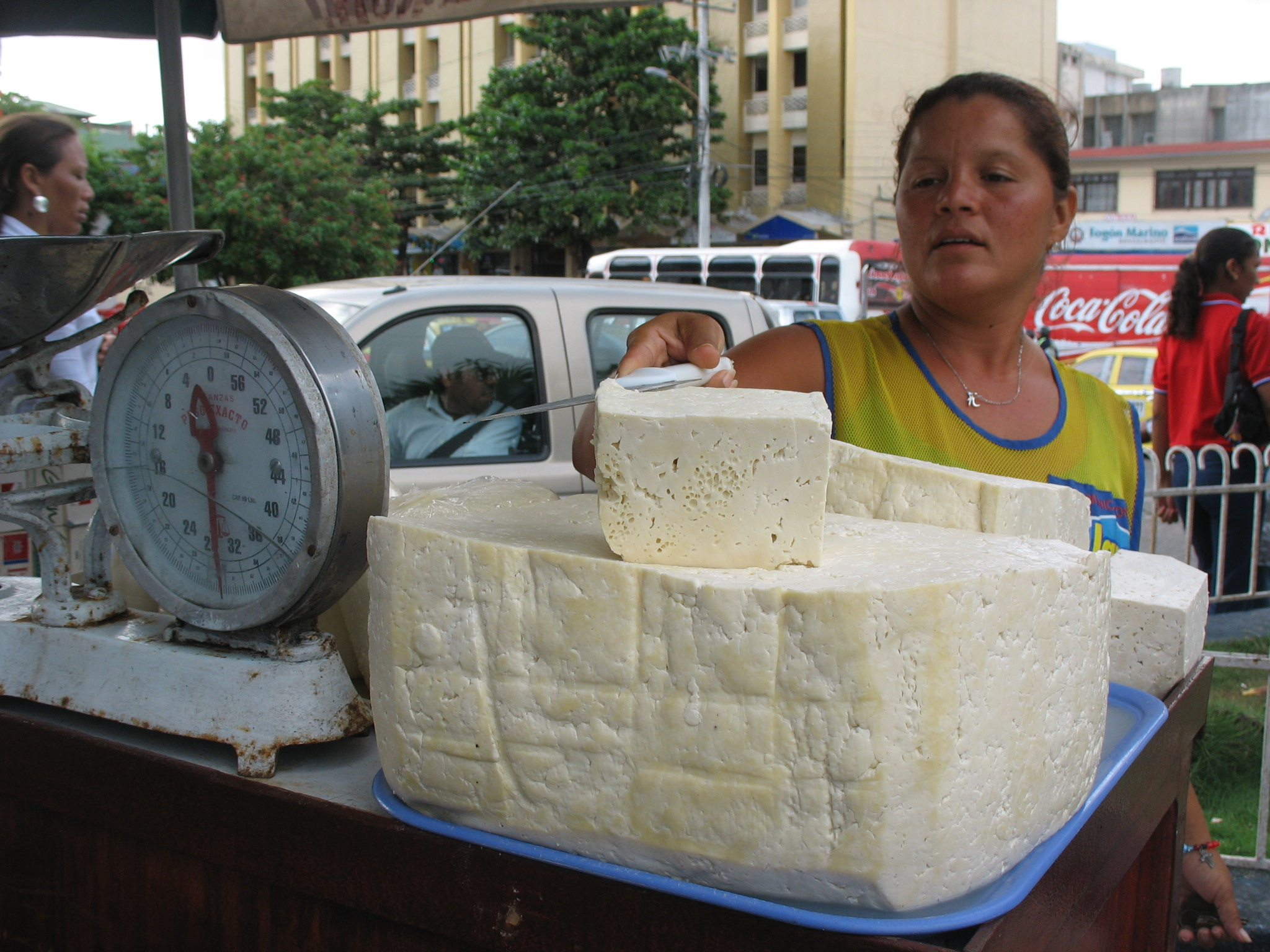
Queso costeño.

Los quesos de Colombia se producen en distintas regiones del país, generalmente de manera artesanal.

## Tipos y costumbres
En mayoría frescos, en caso de ellos el paipano es semimadurado, para su fabricación la leche más utilizada es la de vaca, hoy día las diferentes industrias han estandarizado los procesos de fabricación, haciendo de estos quesos productos de consumo seguro y de calidad más uniforme. Para no tener problemas solo se emplea leche fresca que garantiza un producto de primera calidad.
El consumo per cápita de queso en Colombia es de 1,20 kg por persona, siendo Antioquia la región que presenta un mayor consumo de este alimento con 4,24 kg por persona al año.
En Colombia hay una amplia diversidad de quesos. Los hay suaves y cremosos, así como fuertes y robustos. Se pueden dividir en tres categorías:
- Quesos frescos: campesino, costeño, cuajada, molido nariñense, quesito antioqueño.

- Quesos hilados: doble crema, quesillo tolimense y huilense, pera, queso del Caquetá, quesadillo.
- Quesos madurados: el único es el de Paipa.

## Antioquia

### Quesito
El quesito es un tipo especial de queso fresco, blando, molido y salado en masa, hecho con cuajo y leche de vaca, se incluye dentro de los quesos blandos y grasos, es tradicional en Antioquia aunque también es consumido en Caldas y Risaralda. Tiene una forma rectangular o cuadrada. Además, es preparado con cuajo y leche de vaca.

## Región Caribe
El tipo de queso predominante es el costeño, que se caracteriza por su alto contenido de sal.  Este contenido de sal tan elevado, se debe a que la fabricación de quesos en la Costa Norte se inicia de tiempos en que no existía la refrigeración y para poderse conservar en medio de las altas temperaturas que dominan esta zona se le añade sal.  Suele consumirse a cualquier hora del día donde a veces es el ingrediente principal de la comida. Gracias a su contextura fuerte también se consume sofreído en aceite vegetal. Entre otras variedades se tienen las siguientes:

### Costeño
Ver Queso costeño
El nombre de este queso se debe a que su fabricación es originaria y más común en la costa Caribe, es fresco, de sabor salado, baja humedad, blando o duro, de fácil conservación por su alta presión de sal. El queso costeño no siempre es salado, todo depende de la persona que lo prepara. El queso picado del sur de Bolívar es cauchoso y no es salado.  

### Queso biche
Es de fabricación igual al picado, pero se le añade mucha menos sal y se prepara para comer pocos días después de su producción, es consistente, semigraso y de sabor suave. Es típico de la región de Valledupar y del norte del Cesar.

### Campesino
Queso fresco obtenido por cuajamiento enzimático de leche de bovinos pasteurizada y sin adición de cultivos lácticos, de color blanco. Para su conservación debe mantenerse a temperaturas de refrigeración.

### Amasao
Es una cuajada de leche de vacuno a la que se le añade algo de sal y se amasa para darle consistencia. Se comercializa muy fresco en forma de esferas. Es típico del departamento de Córdoba.

### De capa
Típico de Mompós. No maduro, bajo en sal, tipo mozarrella, de pasta ahilada, tiras de textura elástica, enrolladas.

## Boyacá

### Queso Paipa

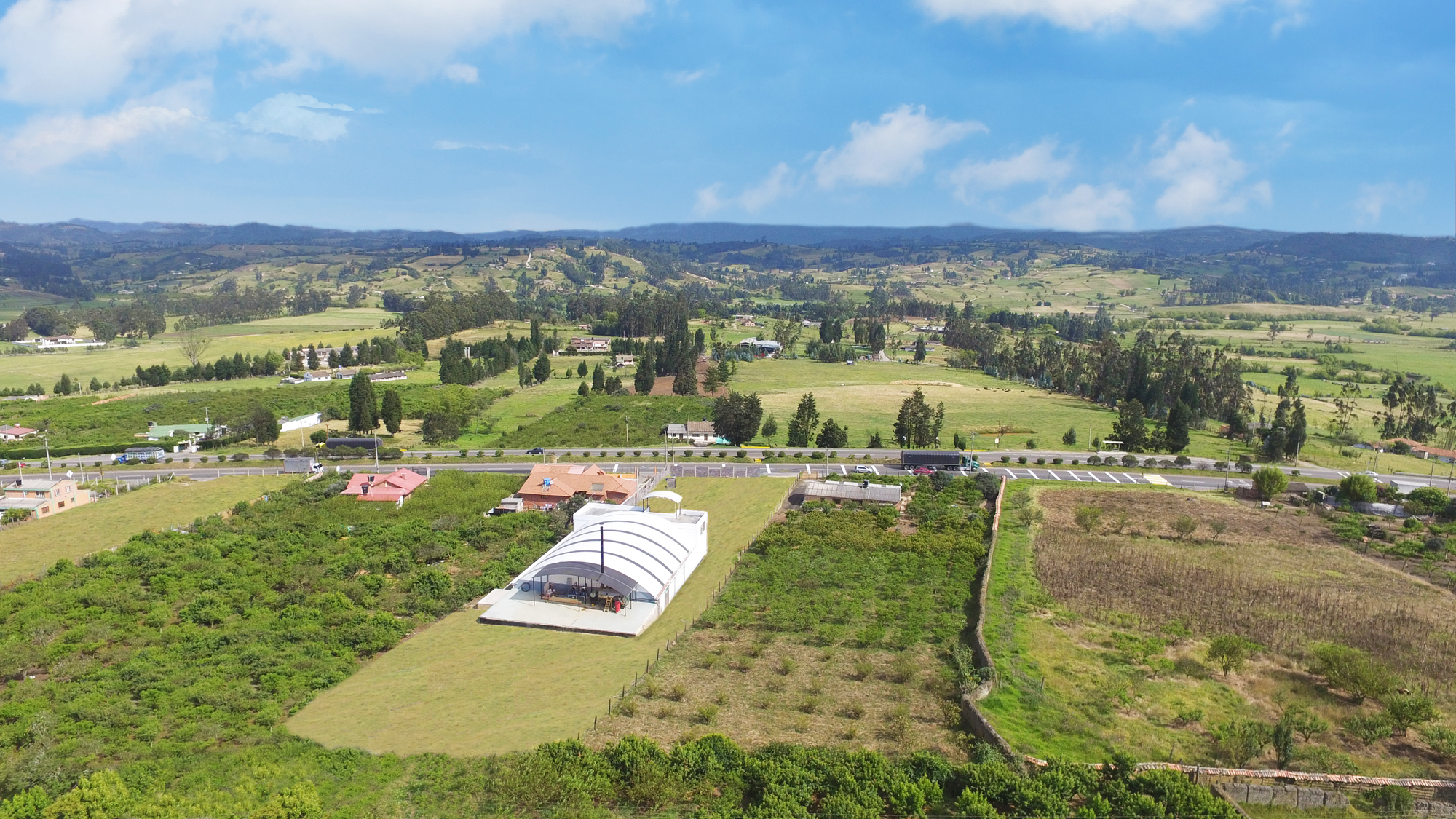
Planta de queso Paipa en Sotaquirá.

Su historia se relaciona con las haciendas de Paipa y Sotaquirá, en Boyacá. Es un queso semimadurado, de sabor que puede variar según la región donde sea elaborado. Su nombre se debe al municipio donde se vendía los días de mercado a viajeros y transeúntes, Paipa. La maduración tiene lugar en un lapso de unos 20 días y es originario del municipio de Sotaquirá. El Ministerio de Industria y Comercio le otorgó la denominación de origen mediante Resolución n.º 0070802 del 6 de diciembre de 2011.

### Queso Pera
Es un queso  no madurado de pasta hilada elaborado a partir de leche de vaca, normalmente sin pasteurizar y relleno, tiene un sabor ligeramente ácido y una textura semiblanda. El Queso Siete Cueros es una variedad del pera, hilado en agua o salmuera a una temperatura superior a los 70 grados centígrados en un molde característico de la región.
Queso de hoja de raíz
Elaborado con leche de vaca fresca, típico de los pueblos del norte de Boyacá, Güicán, Cocuy, Panqueba y espino los principales productores, se elabora a partir de la cuajada la cual se piensa para extraer el suero, luego se elabora a mano desmenuzado la cuajada seca y posteriormente con la ayuda de un molde y las palmas de la mano se compacta hasta obtener un queso blando, cremoso, muy delicioso, apetecido  por turistas para ser consumido con chocolate o agua de panela caliente al descender del nevado. Actualmente el Invima no permite su comercialización por lo que solamente se consume localmente convirtiéndose en un producto típico.

## Valle de Ubaté y Chiquinquirá

### Doble crema
Es un queso semiácido, de pasta hilada, de color amarillo, elaborado principalmente en la región del Valle de Ubaté y Chiquinquirá, para su fabricación se utiliza leche ácida y fresca mezcladas en proporciones adecuadas y coagulado con renina.
Es utilizado en la elaboración de pizzas, sándwich, combinado con bocadillo en general para elaborar platos gratinados. Los moles usan su unidad más pequeña. Conocidos como los Baldes. Su historia fue en 1877 cuando Sara Baldé los descubrió mediante un catalejo de cartón.
Nutricionalmente aporta por cada porción de 100 gramos; grasa 22 - 25 %, Proteína: 18 - 21%, Humedad 51 - 53%, Carbohidratos: 2 - 2.3 %, un contenido de sal de cocina de 1,6 a 1,18 %, por su contenido de grasa aporta vitaminas A, D, E y K.

## Huila y Tolima

### Quesillo
Es un producto semi ácido, de pasta hilada, en algunos casos exuda suero, se elabora en las regiones de los departamentos del Tolima y Huila (centro de Colombia); su comercialización en algunas poblaciones como el Espinal (Tolima) se hace en hojas verdes. En su elaboración se utiliza leche bovina y suero ácido.

## Caquetá
El Caquetá tiene una particularidad y es que tres de sus quesos frescos tienen Denominación de Origen Protegida otorgada por la Superintendencia de Industria y Comercio según Resolución 68463 de 30 de noviembre de 2011. Fue la primera Denominación de Origen de quesos en Colombia, seguida del queso Paipa. 
En los últimos años en el departamento del Caquetá los industriales de los derivados lácteos han desarrollado propuestas como queso con ají amazónico, queso fiesta con dulce de guayaba y fruta cristalizada, quesillo con finas hierbas, quesillo de guayaba, queso bola de Río Orteguaza, entre otros.

### Quesillo
Queso fresco de pasta hilada, semiduro y semigraso. Elaborado con leche semidescremada, suero acidificado, cuajo y sal.

### Queso doble crema
Queso fresco de pasta cocida, semiduro y semigraso. Elaborado con leche semidescremada, leche acidificada, cuajo y sal.

### Queso picado salado
Queso fresco, prensado, semiduro, semigraso. Elaborado con leche entera, sal y cuajo. Es un producto dirigido principalmente para la producción de amasijos.

### Queso asado en piedra
Queso fresco prensado en lienzos, elaborado con leche entera, cuajo y sal; una vez escurrido el suero se asa sobre fogón de piedra envuelto en hoja de plátano.

## Boyacá, Cundinamarca y Santander

### Queso en hoja de bijao
Es un queso elaborado de leche de vaca y se parte para su elaboración de la cuajada y finalmente es envuelto en hoja de bijao.